# Billie Whitelaw
Pour les articles homonymes, voir Whitelaw.
Billie Honor Whitelaw est une actrice britannique, née le 6 juin 1932 à Coventry (Angleterre), et morte le 21 décembre 2014 à Northwood à l'âge de 82 ans.

## Biographie

### Vie privée
Elle fut l'épouse de l'acteur britannique Peter Vaughan entre 1952 et 1966.

## Filmographie partielle

### Cinéma
- 1953 : La Galerie du mystère de Godfrey Grayson : serveuse
- 1954 : Companions in Crime
- 1954 : La bête s'éveille : réceptionniste
- 1955 : Room in the House
- 1957 : Miracle in Soho : Maggie
- 1957 : Small Hotel : Caroline Mallet
- 1958 : Agent secret S.Z. : Winnie
- 1959 : Breakout : Rose Munro
- 1959 : Bobbikins : Lydia Simmons
- 1960 : L'Impasse aux violences : Mary Patterson
- 1960 : Un homme pour le bagne : Chloe Hawkins
- 1960 : Make Mine Mink : Lily
- 1961 : Les Gangsters (Payroll) de Sidney Hayers : Jackie Parker
- 1961 : Pas d'amour pour Johnny : Mary
- 1961 : Mr. Topaze : Ernestine
- 1962 : The Devil's Agent : Piroska
- 1964 : The Comedy Man : Judy
- 1967 : Charlie Bubbles : Lottie Bubbles
- 1968 : Twisted Nerve : Joan Harper
- 1969 : The Adding Machine : Daisy Devore
- 1970 : Commencez la révolution sans nous : Queen Marie
- 1970 : Léo le dernier : Margaret
- 1971 : Gumshoe : Ellen
- 1972 : Eagle in a Cage : madame Bertrand
- 1972 : Frenzy : Hetty Porter
- 1973 : Not I : Auditor / Mouth
- 1973 : Terreur dans la nuit (Night Watch) : Sarah Cooke
- 1976 : La Malédiction : Mrs. Baylock
- 1978 : Les Enfants de la rivière (The Water Babies) de Lionel Jeffries : Mrs. Doasyouwouldbedoneby
- 1978 : Leopard in the Snow : Isabel James
- 1982 : Tangiers : Louise
- 1982 : An Unsuitable Job for a Woman : Elizabeth Leaming
- 1983 : Slayground : Madge
- 1984 : The Chain de Jack Gold : Mrs. Andreos
- 1985 : Le Domaine du crime de Claude Whatham : Margaret Baker
- 1985 : Shadey de Philip Saville : docteur Cloud
- 1987 : Maurice de James Ivory : Mrs. Hall
- 1988 : The Dressmaker (en) de Jim O'Brien : Margo
- 1989 : Joyriders d'Aisling Walsh : Tammy O'Moore
- 1990 : Les Frères Krays de Peter Medak : Violet Kray
- 1994 : Deadly Advice de Mandie Fletcher : Kate Webster
- 1996 : Jane Eyre de Franco Zeffirelli : Grace Poole
- 1999 : The Lost Son de Chris Menges : Mrs. Spitz
- 2000 : Quills, la plume et le sang de Philip Kaufman : madame LeClerc
- 2007 : Hot Fuzz d'Edgar Wright : Joyce Cooper

#### Animation
- 1982 : Dark Crystal de Jim Henson et Frank Oz : Aughra

### Télévision
- 1968 : The Strange Case of Dr. Jekyll and Mr. Hyde de Charles Jarrott : Gwyn Thomas
- 1974 : Napoleon and Love (feuilleton) : Joséphine
- 1984 : La Dame aux camélias, de Desmond Davis (téléfilm)
- 1991 : Duel en héritage de John Hough : Dorcas
- 1998 : Merlin de Steve Barron : Ambrosia